# 22869 Brianmcfar
22869 Brianmcfar (1999 RP190) là một tiểu hành tinh vành đai chính được phát hiện ngày 10 tháng 9 năm 1999 bởi Nhóm nghiên cứu tiểu hành tinh gần Trái Đất phòng thí nghiệm Lincoln ở Socorro.